# Aderus forticornis
Aderus forticornis es una especie de insecto coleóptero perteneciente a la familia Aderidae. Fue descrita científicamente por George Charles Champion en 1890.

## Distribución geográfica
Habita en Panamá.